# آنتونیو پیرگویدی
آنتونیو پیرگویدی (انگلیسی: Antonio Piergüidi؛ زادهٔ ۲۵ اوت ۱۹۸۵) بازیکن فوتبال اهل آرژانتین است.
از باشگاه‌هایی که در آن بازی کرده‌است می‌توان به باشگاه فوتبال جیمناسیا لاپلاتا اشاره کرد.